# 贝宁地理

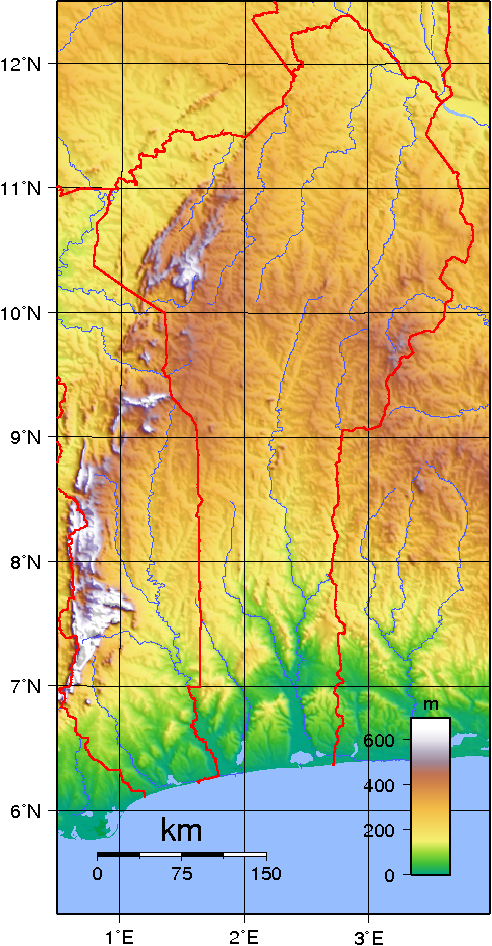
貝南地形

貝南是位於西非的一個國家，國土南北狹長，輪廓像一支鑰匙。該國座落於赤道與北回歸線之間，緯度約為北緯6°30′至12°30′之間，經度約為東經1°至3°40′之間。其西北與布吉納法索為鄰，東北與尼日相接，南邊為大西洋，西與多哥交界，東接壤奈及利亞。全境分為五個自然區。

## 五大區
- 沿海區：海岸属于沙嘴和潟湖地貌，多为古河口湾侵蚀和淤积的产物。两条径流流入海洋，一是布什-裘-鲁阿河，一是科托努附近连接诺库埃湖与海洋的径流。
- 黏土區：位於沿海區以北，土質肥沃，高度約400公尺。範圍由阿波美延伸至阿拉達（Allada）的拉馬沼澤地（Lama Marsh）。
- 達荷美高原：海拔約300-750英尺，含四處結晶岩，主要由黏土地構成。
- 阿塔科拉山：位於國境西北部，東北-西南向，最高處為2,146公尺。
- 尼日河平原：位於東北部。

## 氣候
氣候分為南、北氣候區。
- 北部：旱季、雨季兩季。雨季在5-9月。
- 南部：赤道型氣候，兩雨季、兩旱季。雨季在3-7月。

维达至科托努一段海岸一带属于阿克拉-多哥干燥海岸气候带，年降水量只有823毫米。科托努至波多诺伏降水量上升，波多诺伏年平均降水量为1286毫米。内陆属于副赤道气候带，降水量不大。萨瓦鲁以北属于南热带草原气候，降水量急剧减少，且不稳定。